# Église Saint-Georges Runović à Prizren
Pour les articles homonymes, voir Église Saint-Georges.
L'église Saint-Georges Runović (en serbe cyrillique : Црква Светог Ђорђа Руновић ; en serbe latin : Crkva Svetog Đorđa Runović ; en albanais : Kisha e Shën Gjorgje Runoviqit) est une église orthodoxe serbe située à Prizren, au Kosovo. Fondée au XVe siècle, elle est inscrite sur la liste des monuments culturels de l'Académie serbe des sciences et des arts et sur celle des monuments culturels du Kosovo.

## Présentation
L'église Saint-Georges Runović de Prizren est située sur la place Shadërvan, dans la partie la plus ancienne de la cité, et à l'intérieur de l'enceinte de la cathédrale Saint-Georges. Elle a été édifiée par les frères Runović, dans les dernières années du XVe siècle. À la fin du XIXe siècle fut construite à proximité une cathédrale portant le même nom et l'ancienne église servit à conserver des icônes et d'autres objets liturgiques.
L'église Saint-Georges est caractéristique des églises du Moyen Âge. Elle est construite sur une base rectangulaire et  prolongée par une abside. Elle est constituée de pierres provenant de la rivière voisine, avec une voûte intérieure et un toit isolé de l'humidité par deux plaques de plomb. Au sud-ouest, elle abrite le cimetière du mitropolite Mihajlo (1733-1818). Les fresques ont été peintes à partir du XVIIe siècle.
L'église a été restaurée au XXe siècle.